# Spezzano Piccolo
Spezzano Piccolo község (comune) Olaszország Calabria régiójában, Cosenza megyében.

## Fekvése
A megye központi részén fekszik. Határai: Casole Bruzio, Longobucco, Pedace, San Giovanni in Fiore, Serra Pedace és Spezzano della Sila.

## Története
A település alapításáról nem léteznek pontos adatok. Valószínűleg a 9. században alapították a szaracén portyázások elől menekülő cosenzai lakosok.

## Népessége
A népesség számának alakulása:

## Főbb látnivalói
- Palazzo Benvenuto
- Palazzo Gullo
- Palazzo Spina
- Palazzo Barrese-Tricarico
- Palazzo Cinnante
- Palazzo Barracco
- Santa Filomena-templom
- Madonna dell’Immacolata-templom
- Santa Maria Assunta-templom
- Madonna delle Grazie-templom
- Sant’Andrea-templom
- Spirito Santo-templom